# Моріо аравійський
Мо́ріо аравійський (Onychognathus tristramii) — вид горобцеподібних птахів родини шпакових (Sturnidae). Мешкає в Західній Азії. Вид названий на честь англійського орнітолога Генрі Бейкера Трістрама.

## Опис
Довжина птаха становить 25-27 см, розмах крил 44-45 см, вага 100-140 г. Довжина крила становить 14,9 см, довжина стернових пер 11,4 см, довжина дзьоб 35 мм, довжина цівки 31 мм. Забарвлення майже повністю чорне, блискуче, за винятком іржасто-коричневих пляма на крилах, особливо помітних в польоті. У самиць голова, шия і горло сіруваті. Очі карі, дзьоб темно-коричневий, лапи чорні.

## Поширення і екологія
Аравійські моріо мешкають в Ізраїлі, Йорданії, на півдні Синайського півострова (Єгипет), на заході Саудівської Аравії, в Ємені і південно-західному Омані. Вони живуть в скелястих, пустельних районах, зокрема у ваді. Наразі аравійські моріо є поширеним видом птахів в містах, де вони гніздяться на дахах будівель та на горищах. Аравійські моріо зустрічаються зграями, які взимку можуть нараховувати до 300 птахів, на висоті до 3200 м над рівнем моря. Вони живляться плодами, комахами і насінням. Аравійським моріо часто супроводжують стада худоби та диких тварин, таких як нубійських козлів, шукаючи паразитів у шерсті тварин.
Сезон розмноження триває з березня по червень. Гніздо чашоподібне, робиться з рослинних волокон, розміщується в тріщині серед скель або в будівлі, на висоті від 6 до 21 м над землею. В кладці від 2 до 4 блакитнуватих, поцяткованих коричневими плямками яєць розміром 27×20,5 мм і вагою 5,5 г. Інкубаційний період триває 16 днів, насиджує лише самиця. Пташенята покидають гніздо через 28-31 день підся вилуплення, однак батьки продовжують піклуватися про них ще 10 днів. За пташенятами доглядають і самиці, і самці. За сезон може вилупитися два виводки.

## Галерея

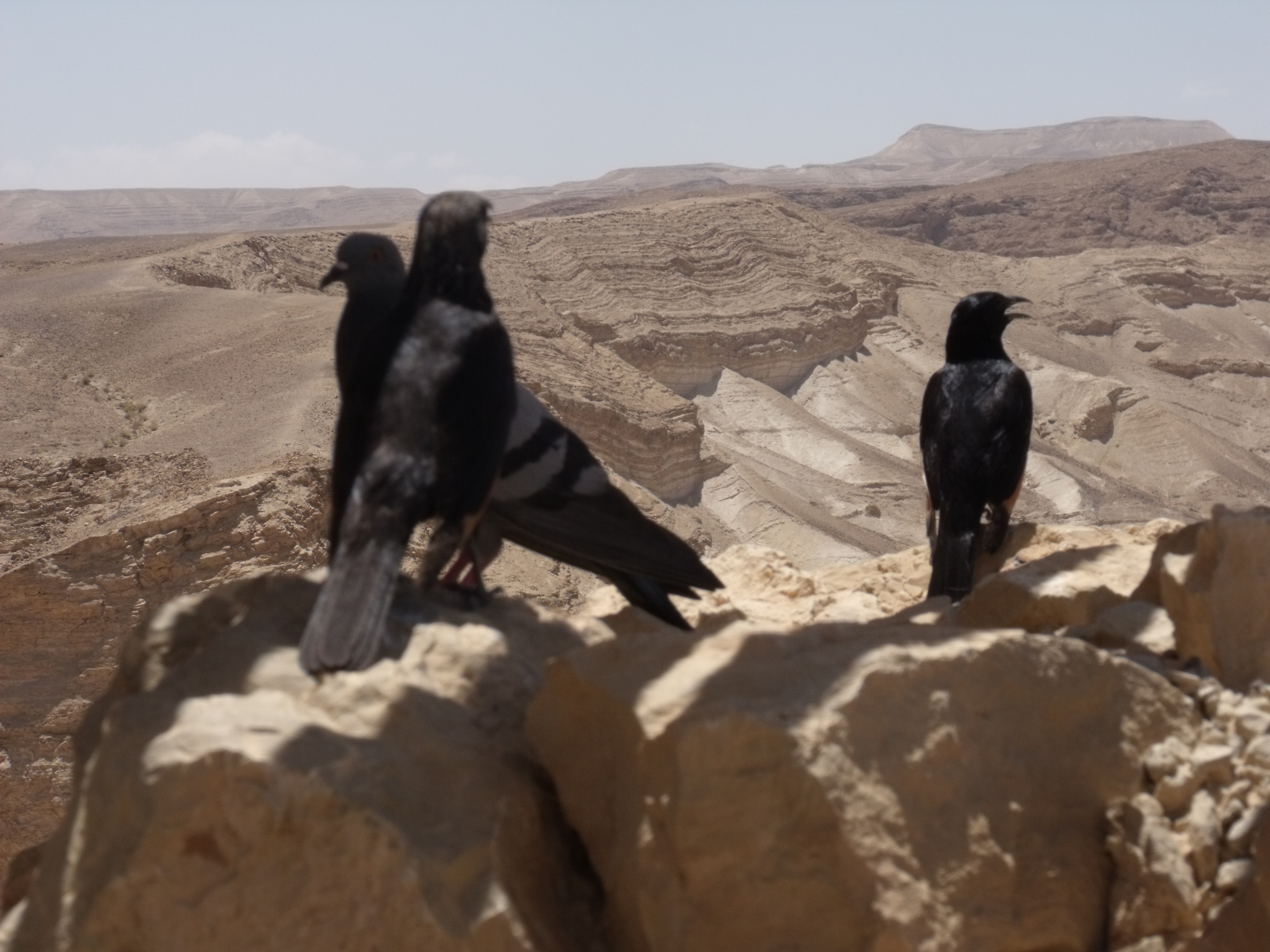
Аравійські моріо (гора Масада, Ізраїль)
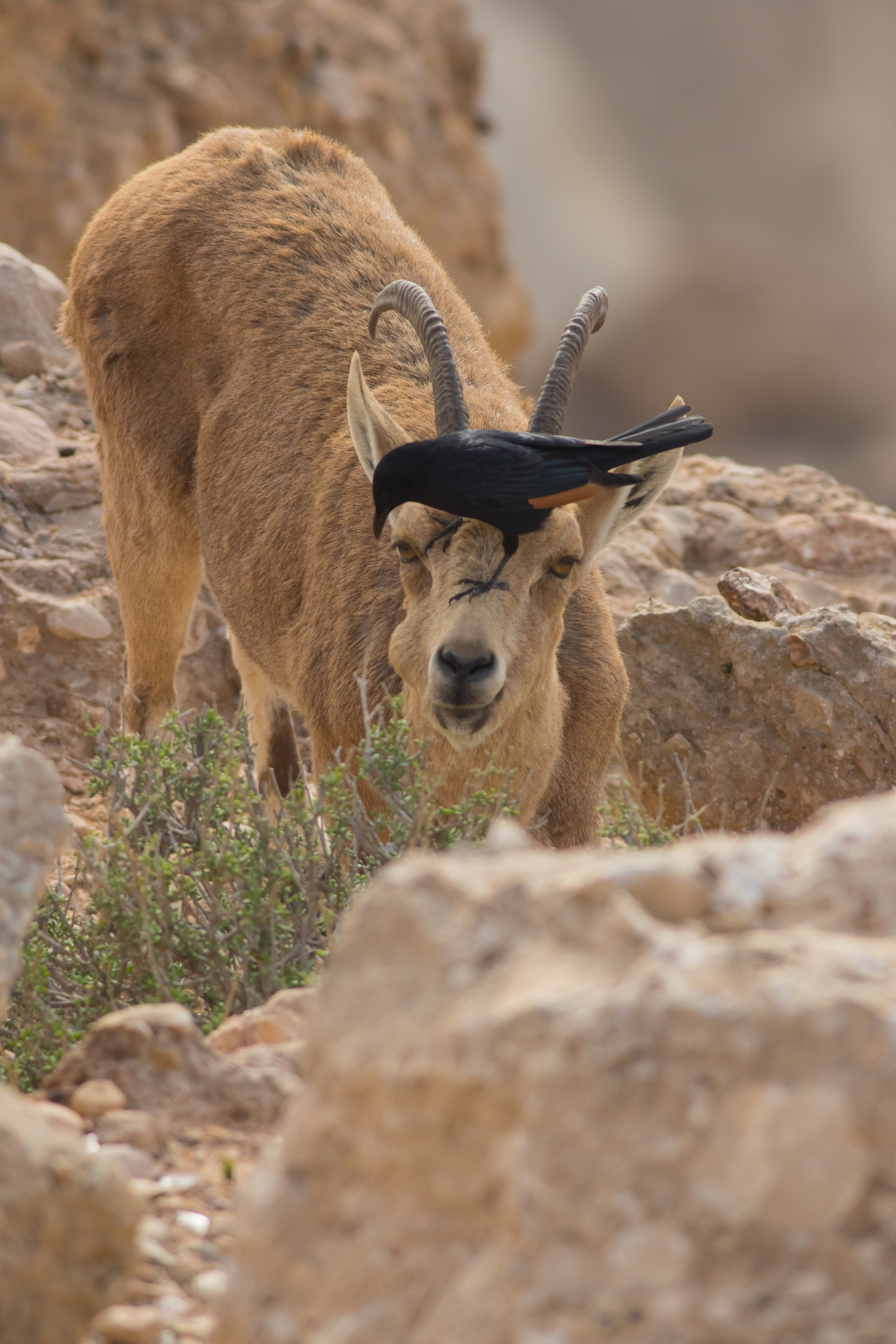
Моріо на нубійському козлі (Сде-Бокер, Ізраїль)
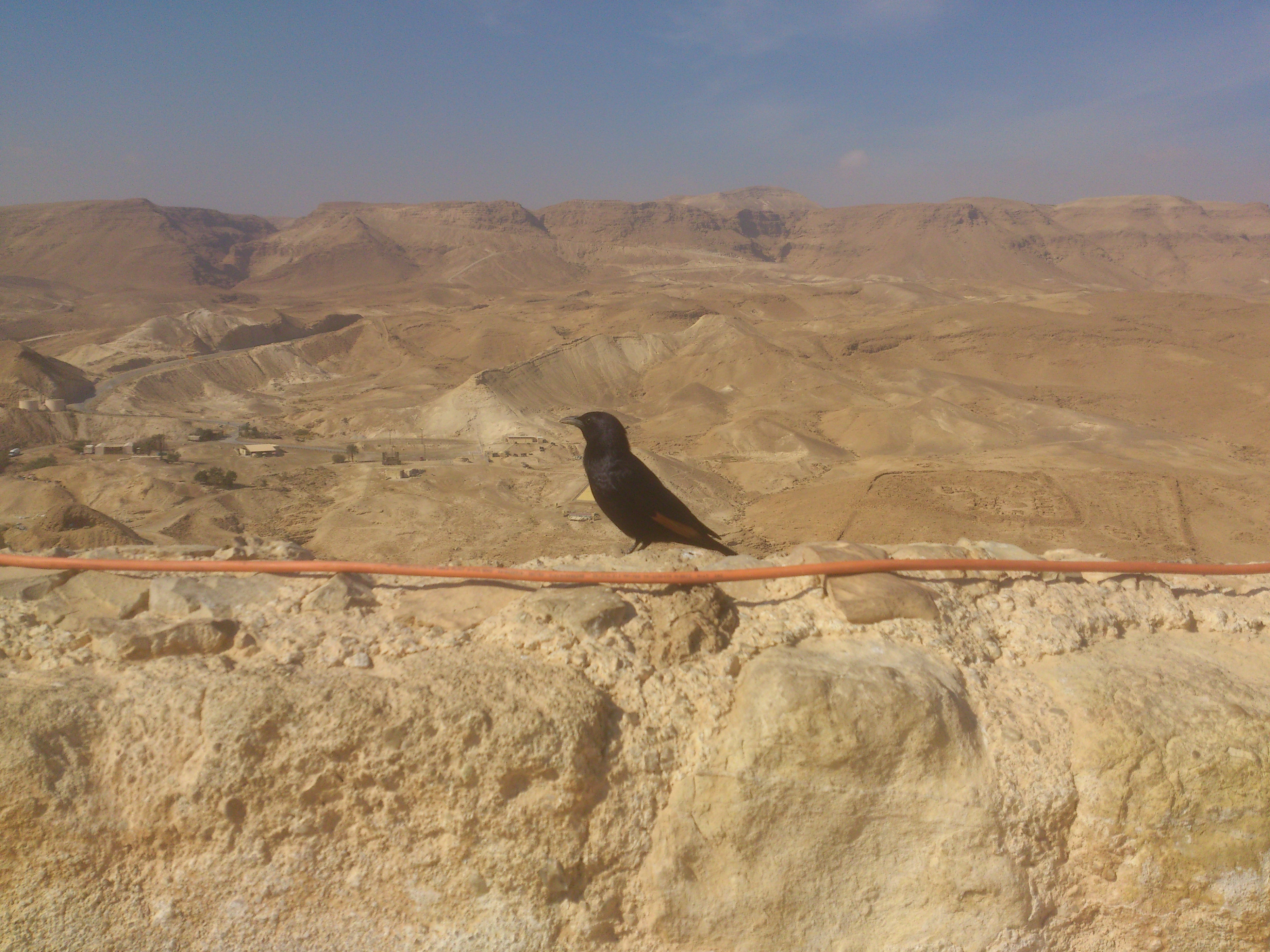
Самець аравійського моріо (гора Масада, Ізраїль)